# Riccardo Pellegrini

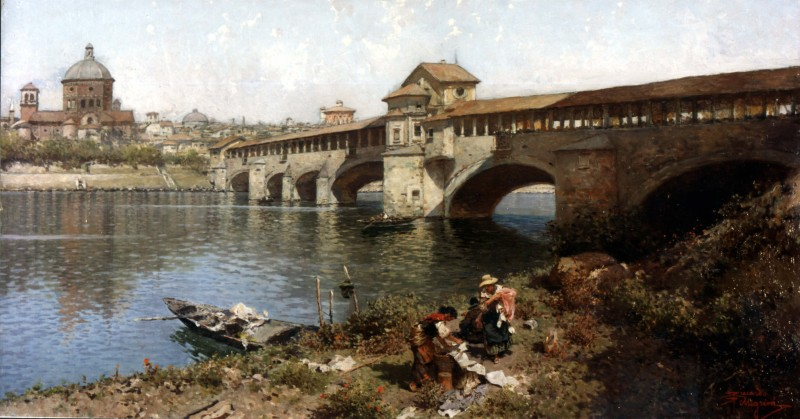
Il ponte medievale sul Ticino a Pavia, 1900 ca. (Fondazione Cariplo)

Riccardo Pellegrini (Milano, 11 marzo 1863 – Crescenzago, 31 marzo 1934) è stato un pittore italiano.

## Biografia
Formatosi nella Milano del Romanticismo, studiò a Roma e a Napoli, seguito da Domenico Morelli; viaggiò a lungo per le nazioni d'Europa, tra cui Inghilterra, Francia e Spagna, quest'ultima importante fonte di ispirazione per i soggetti rusticani spagnoli di molti suoi quadri.
A Pisa gli venne dedicata una mostra con 19 tele esposte.
Il viaggio in Spagna lo ispirò anche nella sua attività di illustratore, che lo vide realizzare disegni per le maggiori riviste dell'epoca. Sempre in Spagna illustrò il Don Chisciotte di Cervantes e il Gil Blas di Alain-René Lesage.
Realizzò poi molti soggetti per cartoline che sono oggi da collezione.
I suoi resti riposano al Cimitero Monumentale di Milano.

## Opere
Predilige soggetti quali marine e paesaggi. Le sue opere, a seconda delle tecniche e delle dimensioni, hanno un buon mercato con diverse decine di passaggi di mano ogni anno e sono valutate, per gli oli su tela, dai 5 000 € ai 30 000 €. Fra le opere più note:
- Scene di pesca (1887)
- Domenica all'aperto (1890), olio su tela, Pinacoteca Malaspina, Pavia[5]
- Donne eleganti in riva al lago (1897)
- Acquaiola[6]
- Ritratto di fanciulla
- A Siviglia
- Bolero Andaluso
- Mercato Arabo (1890 circa), olio su tavola, Breno, Museo Camuno
- Barche con pescatori, esposto alla Galleria "Il Pitocchetto" di Brescia[7]
- Il ponte medievale sul Ticino a Pavia